# Montagny-près-Yverdon
Montagny-près-Yverdon (hist. Montagny-le-Corbe) – miejscowość i gmina (commune) w zachodniej Szwajcarii, w kantonie Vaud, w okręgu (district) Jura-Nord vaudois. Leży nad rzeką Brine. 

## Demografia
W Montagny-près-Yverdon mieszkają 772 osoby. W 2021 roku 16,3% populacji gminy stanowiły osoby urodzone poza Szwajcarią.

## Transport
Przez teren gminy przebiegają autostrada A5 oraz drogi główne nr 5 i nr 151. 